# Qeqertarsuaq Heliport
 For alternative betydninger, se Qeqertarsuaq Heliport (flertydig). (Se også artikler, som begynder med Qeqertarsuaq Heliport)
Qeqertarsuaq Heliport (IATA: , ICAO: BGGN) er en grønlandsk heliport beliggende i Qeqertarsuaq (Godhavn) med et asfaltlandingsområde på 60 m x 20 m. I 2008 var der 1.391 afrejsende passagerer fra heliporten fordelt på 160 starter (gennemsnitligt 8,69 passagerer pr. start).
Qeqertarsuaq Heliport drives af Mittarfeqarfiit, Grønlands Lufthavnsvæsen. Statens Luftfartsvæsen fører tilsyn med heliporten.

## Eksterne links
- AIP for BGGN fra Statens Luftfartsvæsen Arkiveret 13. februar 2012 hos  Wayback Machine